# Oleh Vînnîk
Oleh Anatoliiovici Vînnîk (în ucraineană Оле́г Анато́лійович Ви́нник; n. 31 iulie 1973, Verbivka, Raionul Cerkasî, Cerkasî, RSS Ucraineană, URSS) este un cântăreț, compozitor și actor ucrainean.

## Viață timpurie
S-a născut la 31 iulie 1973 în satul Verbivka, raionul Kameanka, regiunea Cerkasî, într-o familie de lucrători agricoli. Mai târziu, familia s-a mutat în satul Cervonîi Kut, în care Oleh a absolvit școala medie. A fost chitarist într-un ansamblu vocal-instrumental de amatori. A cântat pe scena Societății Nevăzătorilor din Cerkasî, a cărei membră era mama sa, Hanna Iakivna Vînnîk.
Și-a continuat studiile la Colegiul de Cultură și Arte din Kaniv, la specialitatea „conducător de cor popular de amatori”. În cadrul unui program de schimb cultural, a vizitat Germania, în special localitatea Viersen. Pe străzile din Viersen, a văzut pentru prima dată un afiș al musical-ului „Fantoma de la operă”, ceea ce l-a făcut interesat de acest gen de artă.
După absolvirea școlii, a lucrat la Filarmonica regională din Cerkasî în calitate de artist și solist al corului popular emerit „Taras Șevcenko” din Cerkasî. În paralel, se pregătea pentru plecarea în străinătate, luând lecții particulare de germană. În 1996-1997 a lucrat în cadrul programului Au pair la Bienenbüttel, Germania, unde a fost bona fiilor unui chirurg german. După încheierea contractului de muncă, s-a întors în Ucraina pentru o scurtă perioadă de timp.

## Carieră muzicală

### Solist de musical
În timpul aflării sale în Germania, Vînnîk a acceptat o invitație venită de la Teatrul Lüneburg din Saxonia Inferioară, urmând să joace în opera Tosca de Puccini și opereta Paganini de Lehár. În acea perioadă de timp, cu scopul de a-și dezvolta abilitățile de vocalist, a luat lecții particulare timp de doi ani de la pianistul american și profesorul de vocal John Lehmann⁠(en)[traduceți], în Hamburg. Primele roluri în musical-uri au fost cel al lui Lucentio din Kiss me, Kate (1999-2001) și cele ale lui Phoebus și Clopin din Cocoșatul de la Notre Dame (2001-2002). A jucat două roluri și în musical-ul Titanic: căpitanul Robert Hitchens și pasagerul din clasa a II-a Brico.
Rolul Jean Valjean din Mizerabilii⁠(de)[traduceți] a fost interpretat de Oleh Vînnîk de peste 300 de ori. A participat, în 2007, într-un turneu în Elveția cu acest musical. Următorul rol a fost cel al Prințului negru Moartea în musical-ul Elisabeth, pe care Oleh a început să-l interpreteze în 2005.
Pentru ca numele său să poată fi mai ușor de pronunțat de către europeni, Vînnîk și-a luat numele de scenă „OLEGG”.

### Carieră solo

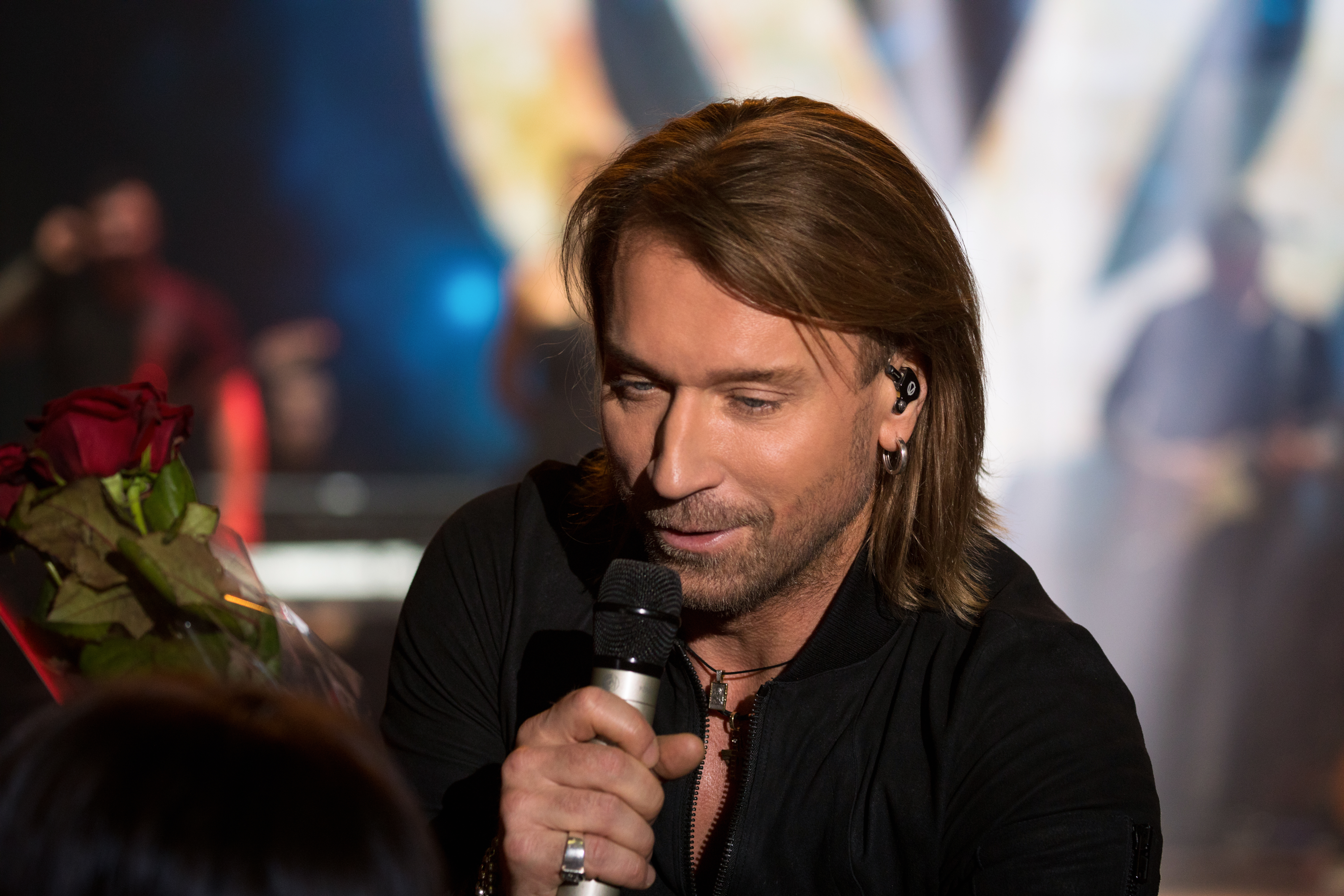
Vînnîk în 2019

Potrivit artistului, prima melodie pe care a compus-o a fost „Aromat moei mecitî” (rus. «Аромат моей мечты» – „Aroma visului meu”), în 2003. Primele reprezentații scenice în calitate de solist le-a avut în Germania. În 2004, a participat la concertul „Künstler gegen AIDS” (din ger. „Artiștii împotriva SIDA”), iar în 2005 la „Höre auf dein Herz” (din ger. „Ascultă-ți inima”), un concert de caritate dedicat dezastrului provocat de recentul cutremur din Asia.
În 2006, Vînnîk a făcut cunoștință cu Oleksandr Horbenko, un om de afaceri fără experiență de colaborare cu artiștii, care a devenit producătorul cântărețului în Ucraina.
În 2011, Vînnîk s-a întors în Ucraina și și-a lansat albumul de debut „Anghel” (rus. «Ангел» – „Îngerul”). A început să fie invitat la concerte, inclusiv cel dedicat zilei orașului Kiev, în Piața Independenței.
În 2012, a lansat cel de-al doilea album, „Sceastie” (rus. «Счастье» – „Fericirea”), iar în anul următor a scos primul său album în limba ucraineană, „Roksolana” (ucr. «Роксолана»).

### Concerte

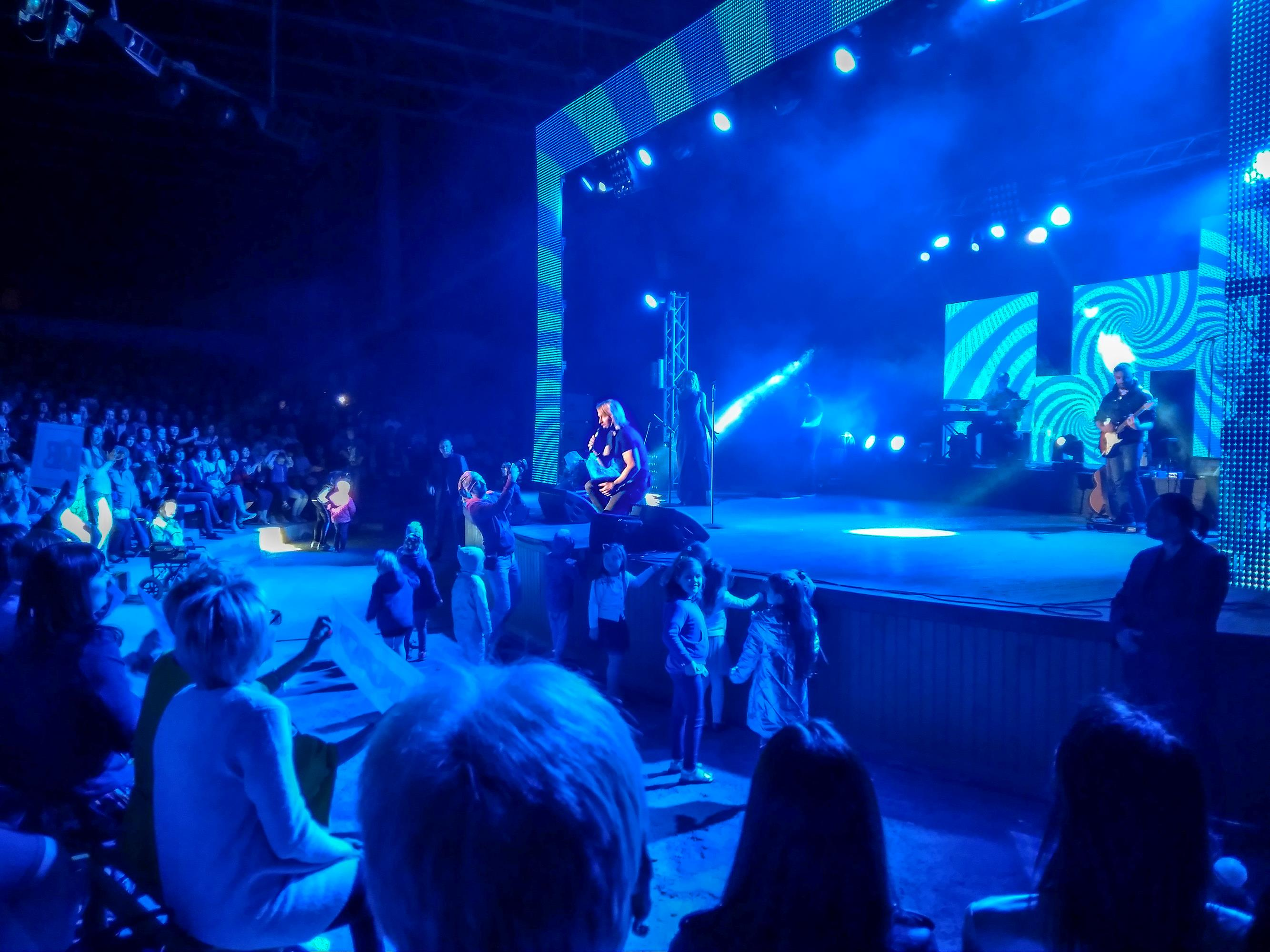
Vînnîk în timpul unui concert

Primele concerte solo ale lui Vînnîk, intitulate „O tebe” (rus. «О тебе» – „Despre tine” )au avut loc în 2013 la Mîkolaiv și Yalta. A continuat anul cu un turneu național, pe care l-a încheiat în mai 2014 cu un concert solo cu genericul „Șceastea” (ucr. «Щастя» – „Fericirea”) la Palatul „Ucraina”. Astfel, aristul a dat o sută de concerte în mai puțin de un an. La 8 februarie 2014, Oleh Vînnîk a reprezentat Ucraina în programul de concerte al Jocurilor Olimpice de iarnă de la Soci.
La 20 septembrie 2014, a fost dat startul turneului național caritabil al lui Vînnîk, organizat ca în comun cu Fondul caritabil „Calea către viitor” (în ucr. «Шлях до майбутнього»). La Palatul „Ucraina”, solistul a concertat iar la 21 noiembrie 2014, interpretând în premieră cântecele „Rusalka” (rus. «Русалка» – „Sirena”) și „Kto ia” (rus. «Кто я» – „Cine sunt”), și la 31 martie și 1 aprilie 2016, când a ieșit pe scenă cu programul „Ia ne ustanu” (rus. «Я не устану» – „Nu voi obosi”).
În 2017 a dat primul său concert în fața unui stadion de spectatori, la Sumî. La 5, 7 și 8 martie 2017, cu ocazia Zilei internaționale a femeii, Vînnîk a dat trei concerte solo la Palatul „Ucraina”. La aceste spectacole live a fost montată o scenă cu trei niveluri. Artistul a prezentat un nou program de concert, „Moia dușa” (rus. «Моя душа» – „Sufletul meu”) și a pornit într-un turneu prin Ucraina și Belarus.
La 20 mai 2018, Oleh Vînnîk a început „Marele turneu al stadioanelor”, în care a concertat pe scenele principale ale Ucrainei și Belarusului, precum și la peste zece stadioane, interpretând programul „Tî v kurse” (rus. «Ты в курсе» – „Știi”). La 2 iunie 2018, la Arena Lviv a avut loc unul dintre cele mai mari concerte ale artistului, acesta adunând peste 20 de mii de spectatori. Turneul s-a încheiat la 7 noiembrie cu un concert la Palatul Sporturilor din Kiev. La 3 iulie 2018, Vînnîk a ieșit pe scenă ca invitat principal la Festivalul Atlas Weekend, în fața a 150 de mii de spectatori (potrivit organizatorilor), ceea ce este un record personal al cântărețului.
În martie-aprilie 2019, Vînnîk a organizat un mini-turneu cu programul „Dlea mene tî – zolota” (ucr. «Для мене ти — золота» – „Pentru mine tu ești aur”). O lună mai târziu, a avut loc primul turneu european al său.
La 14 mai 2019, a dat un concert gratuit în memoria părinților săi în satul în care a copilărit – Cervonîi Kut, regiunea Cerkasî. A avut peste 30 de mii de telespectatori.

## Actorie
În paralel cu activitatea sa în musical-uri, Vînnîk joacă rolul lui Nicolai Bugajev în serialul de televiziune german Unser Charly. În septembrie 2005, la invitația canalui de televiziune german ZDF, a jucat în filmul german Eine Liebe in Königsberg, regizat de Peter Cahain. Premiera a avut loc la 30 aprilie 2006.
La 4 octombrie 2018, a jucat un rol episodic cameo în filmul ucrainean Nunta nebună, în regia lui Vlad Dîkîi.

## Activitate politică
În 2019, Vînnîk a candidat, împreună cu interpretul de muzică populară Mîhailo Poplavskîi, pe listele Partidului Agrar din Ucraina la alegerile parlamentare.
În septembrie 2019 s-a filmat într-un clip rusesc de susținere a păcii cu genericul «#ВСЕММИР» (din rus. „Pace tuturor”) în contextul conflictului cauzat de anexarea Crimeei, în care au participat și persoane publice din Rusia: Valeria, Vladimir Pozner, Igor Krutoi, Tamara Gverdțiteli. Acest lucru a provocat reacții negative semnificative în rândul societății ucrainene, provocând indignarea populației cu viziuni patriotice.

## Viață personală
Odată devenit celebru, Vînnîk a dezvăluit foarte puține lucruri din viața sa personală în mass-media ucraineană. S-a stabilit că are o soție, Taisiia Svatko (nume de scenă Taiune), cu care are un fiu minor, aflat la studii în Germania. Aceste detalii au fost dezvăluite de Vînnîk în presa germană.

## Operă

### Discografie
- 2011: „Anghel” (rus. «Ангел» – „Înger”)
- 2012: „Sceastie” (rus. «Счастье» – „Fericirea”)
- 2013: „Roksolana” (ucr. «Роксолана»)
- 2015: „Ia ne ustanu” (rus. «Я не устану» – „Nu voi obosi”)
- 2018: „Tî v kurse” (rus. «Ты в курсе» – „Știi”)
- 2018: „Iak jîtî bez tebe” (ucr. «Як жити без тебе» – „Cum să trăiesc fără tine”)

### Videoclipuri
| An   | Titlu                                        | Regizor                           | Album                                             |
| ---- | -------------------------------------------- | --------------------------------- | ------------------------------------------------- |
| 2007 | «Аромат моей мечты» / „Aromat moiei mecitî”  | Andrii Rojen                      | «Ангел»/ „Anghel”                                 |
| 2008 | «Птица» / „Ptitsa”                           | Andrii Rojen                      | «Ангел»/ „Anghel”                                 |
| 2011 | «Каменная ночь» / „Kamennaia noci”           | Oleksandr Lîtvînenco              | «Ангел»/ „Anghel”                                 |
| 2011 | «Ангел» / „Anghel”                           | Oleksii Sobolev, Mîhailo Koroteev | «Ангел»/ „Anghel”                                 |
| 2012 | «Игра в любовь» / „Igra v liubovi”           | Oliver Sommer                     | «Я не устану» / „Ia ne ustanu”                    |
| 2012 | «Как будто нежность» / „Kak budto nejnost”   | Oleksandr Lîtvînenco              | «Ангел» / „Anghel”                                |
| 2012 | «Счастье» / „Sceastie”                       | Alla Karnalli                     | «Счастье» / „Sciastie”                            |
| 2013 | «Вовчиця» / „Vovciîtsea”                     | Oleksandr Siutkin                 | «Роксолана» / „Roksolana”                         |
| 2013 | «С Новым Годом!»/ „S Novîm Godom”            | Oleksandr Siutkin                 | «Ангел» / „Anghel”                                |
| 2014 | «Здравствуй, невеста» / „Zdrastvui, nevesta” | Andrii Kîriușcenco                | «Счастье» / „Sceastie”                            |
| 2016 | «Нино»/ „Nino”                               | Olena Vinearska                   | «Я не устану» / „Ia ne ustanu”                    |
| 2017 | «Як жити без тебе» / „Iak jîtî bez tebe”     | Olena Vinearska                   | -                                                 |
| 2018 | «Дай мені помріяти» / „Dai meni pomriiatî”   | Anton Șatohin                     | «Роксолана» / „Roksolana”                         |
| 2018 | «Ты в курсе» / „Tî v kurse”                  | Olena Vinearska                   | «Ты в курсе» / „Tî v kurse”                       |
| 2018 | «Найкращий день» / „Naikrașciîi deni”        | Leonid Kolosovskii                | coloana sonoră Nunta trăsnită («Скажене весілля») |
| 2019 | «Роксолана» / „Roksolana”                    | Olena Vinearska                   | «Роксолана» / „Roksolana”                         |
| 2019 | «Пчела Майя» / „Pcela Maiia”                 | Olena Vinearska                   | «Ты в курсе» / „Tî v kurse”                       |

### Proiecte televizate
- 2017-2018: X-Faktor, sezonul 8 și 9 (juriu)
- 2018-2019: prezentator al clasamentului M1
- 2019: prezentator al celei de-a doua săptămâni a „Dansuri cu vedete” (în ucr. «Танців з зірками»)

### Filmografie
- 2003: documentarul Les misérables – Ein Musical pentru Berlin, în rolul lui Jean Valjean
- 2005: serialul de comedie Unser Charly, în rolul lui Nicolai Bugajev
- 2006: comedia, drama Eine Liebe in Königsberg, în rolul însoțitorului de tren rus
- 2018: comedia Nunta nebună – cameo
- 2019: comedia Nunta nebună 2 – cameo

## Premii și recunoaștere
- 2007: Festivalul de vară din Bad Hersfeld – certificat oferit de primarul Bad Hersfeld și premiu special al publicului pentru rolul lui Jean Valjean în musical-ul Les Miserables, Germania[38]
- 2014: câștigător al premiului „Cântecul anului” 2014 la canalul Inter, pentru „Sceastie” (rus. «Счастье» – „Fericirea”)[39]
- 2018: Premiile „Viva! Cei mai frumoși” – Cel mai frumos bărbat[40]
- 2018: Premiul Jar-ptîțea de aur (în ucr. «Золота Жар-птиця») – Cântărețul anului, Hit popular[41]
- 2018: M1 Music Awards, ediția a 4-a:
  - Cântărețul iernii
  - Proiectul toamnei (în duet cu Potap)
  - Cântărețul anului[42]
- 2018: „Cea mai bună melodie a anului” la emisiunea „Muzîcina platforma” (ucr. «Музична платформа» – „Platforma muzicală”) a canalului Ucraina, pentru „Iak jîtî bez tebe” (ucr. «Як жити без тебе» – „Cum să trăiesc fără tine”)[43]
- 2019: Premiul Jar-ptîțea de aur (în ucr. «Золота Жар-птиця») – Hit popular, pentru cântecul „Naikrașcii den” (ucr. «Найкращий день» – „Cea mai bună zi”) din coloana sonoră a filmului Nunta nebună)[44]

În 2019, revista „Focus” l-a inclus pe Oleg Vînnîk clasamentul top-3 al celor mai de succes vedete din show-biz-ul ucrainean.